# Brug 677
Brug 677 is een vaste brug in Amsterdam Nieuw-West. Hoewel genummerd als brug is het een viaduct.
De brug werd in 1974/1975 gebouwd voor de verbinding tussen het westelijk en oostelijk deel van het Sloterpark. De twee delen worden gescheiden door de President Allendelaan. De overspanningen maken onderdeel uit van het park en zijn alleen toegankelijk voor voetgangers en fietsers. Aan beide uiteinden van de brug werden taluds aangelegd, waarbij voetgangers en fietsers behoorlijk moeten klimmen.
De brug is afkomstig van de tekentafels van de Dienst der Publieke Werken. Zij kwamen met betonnen jukken waarop zes prefab betonnen liggers, gefabriceerd in Alphen aan den Rijn, steunen. De overspanning werd vervolgens geheel in hout verpakt, zodat de brug vanuit het park nauwelijks opvalt.
De brug werd gelijktijdig gebouwd met brug 678 die eenzelfde constructie kreeg. Daar waar brug 677 de President Allendelaan in een rechte hoek oversteekt, ligt brug 678 schuin over die laan. De houten onderdelen (rijdek en leuning) waren in 2016 in dermate slechte staat, dat zij in de laatste drie maanden van 2016 werden vervangen (men kon vanaf het talud de onderliggende weg zien liggen).
Tussen beide bruggen in aan de oostkant staat het Allendemonument, dat ook vanaf de laan zichtbaar is.
<<< · 600 · 601 · 602 · 603 · 604 · 605 · 606 · 607 · 608 · 609 · 610 · 611 · 612 · 613 · 614 · 615 · 616 · 617 · 618 · 619 · 620 · 621 · 622 · 623 · 624 · 626 · 627 · 628 · 629 · 630 · 631 · 632 · 633 · 634 · 635 · 636 · 637 · 638 · 639 · 643 · 651 · 652 · 653 · 655 · 656 · 657 · 658 · 659 · 660 · 661 · 662 · 663 · 664 · 665 · 666 · 667 · 668 · 669 · 670 · 671 · 673 · 674 · 675 · 676 · 677 · 678 · 679 · 681 · 682 · 683 · 684 · 685 · 687 · 688 · 689 · 690 · 691 · 692 · 695 · 696 · 699 · >>>
Verdwenen brugnummers: 625 (afgebroken brug Sam van Houtenstraat), 640, 644, 645, 646, 647, 648, 650, 672 (duiker Cornelis Lelylaan, Rembrandtpark), 694, 698.
Nooit gebouwd: 649, 680 (nooit gebouwde brug Sloterplas).
Brugnummers 641, 642, 654, 686, 693, 694 en 697 zijn onbekend.